# Ксёнз, Иван Павлович
Иван Павлович Ксёнз (14 июня 1911 — 25 июля 1996) — директор совхоза «Петровский» Добринского района Липецкой области. Герой Социалистического Труда (1971). Заслуженный агроном РСФСР.

## Биография
Родился в 14 июня 1911 года. В 1931 году окончил зоотехнический техникум, после чего начал работать в совхозе имени Шевченко Полтавской области. В 1940 году окончил Ленинградский зоотехнический институт по специальности зоотехник. С 1946 года работал зоотехником в совхозе «Петровский» Добринского района. В 1954 году окончил агрономический факультет Воронежского сельскохозяйственного института. Был назначен старшим агрономом совхоза.
В 1963 году назначен директором совхоза «Петровский». Сменил на этой должности Ивана Воловченко, назначенного министром сельского хозяйства СССР. Руководил совхозом до выхода на пенсию в 1980 году.
Вывел совхоз «Петровский» в передовые сельскохозяйственные предприятия Липецкой области. В 1968 году прибыль совхоза составила 6 миллионов рублей. При участии Ивана Ксёнза в совхозном посёлке были построены различные социально-культурные объекты. Ежегодно сдавалось около 50 — 60 квартир. В 1971 году удостоен звания Героя Социалистического Труда «за выдающиеся успехи, достигнутые в развитии сельскохозяйственного производства и выполнении пятилетнего плана продажи государству продуктов земледелия и животноводства».
Избирался членом Липецкого обкома КПСС, депутатом областного и районного советов.
Скончался в 1996 году. Похоронен на кладбище с. Среднее.

## Память
Именем Ивана Ксёнза названа улица в посёлке Петровский Добринского района Липецкой области.

## Награды
- Герой Социалистического Труда — указом Президиума Верховного Совета СССР от 8 апреля 1971 года
- Орден Ленина
- Орден Октябрьской Революции